# Bittacus diversinervis
Bittacus diversinervis är en näbbsländeart som beskrevs av Souza Lopes och Mangabeira 1942. Bittacus diversinervis ingår i släktet Bittacus och familjen styltsländor. Inga underarter finns listade i Catalogue of Life.